# كزافييه أرتيجاس
كزافييه أرتيجاس (مواليد 27 مايو 2003) متسابق دراجات نارية إسباني، يركب CF Moto Prüstel في بطولة العالم Moto3.